# 苍游乡
苍游乡是中国陕西省西安市户县下辖的一个乡。

## 行政区划
苍游乡下辖以下行政区：
东牙村、董村、赵东村、赵西村、莫寺坡村、南庆叙村、显落村、文义村、叶口村、振华威村、西牙村、南牙村、李北村、李中村、李南村、槐道村、双永村、许村、陶官寨村、什王村